# Combate de Uchuraccay
El combate de Uchuraccay fue un enfrentamiento militar librado en 1828 durante la guerra de Iquicha, entre las fuerzas rebeldes partidarias del Imperio español y los defensores de la República del Perú, acabando con la victoria de los primeros.

## Antecedentes
Después de su victoriosa defensa de Ayacucho, los soldados del gobierno recuperaron Huanta el 12 de diciembre de 1827. Sus jefes decidieron someter a las aldeas de las punas (mesetas) cercanas a la villa, donde aún estaban los indígenas rebeldes del general Antonio Huachaca. Realizaron una feroz campaña de exterminio a cargo del general Francisco de Paula Otero.
El 30 de diciembre, el comandante Gabriel Quintanilla, jefe de los milicianos de Pacaicasa y Tambo, fue enviado a las punas, combatiendo sin descanso en las aldeas. Él había sido un jefe rebelde pero había desertado.

## Combate
Finalmente, el 25 de marzo de 1828, donde combatieron el grueso de ambas fuerzas, sin embargo, la ventaja la tenían los republicanos, equipados con armas de fuego, mientras que los iquichanos principalmente lanzas y hondas. Quintanilla ordenó asaltar el cuartel central de los rebeldes, dándose un combate de dos horas, decidiéndose del lado gubernamental después de la muerte de los jefes iquichanos, el sargento mayor Pedro Cárdenas y el comandante Prudencio Huachaca, hermano del general. Esto desorientó a los rebeldes, que se retiraron.

## Consecuencias
Los rebeldes sufrieron entre 21 y más de 60 muertos. Además, otros 24 fueron tomados prisioneros, incluyendo al caudillo de Huanta, Esteban Meneses, el comandante de Luricocha, Pedro Castro, y el oficial español Sebastián del Valle; este último murió de sus heridas pocos días después. Sin embargo, Huachaca escapó con los demás jefes guerrilleros y oficiales españoles. Las fuerzas republicanas se desquitaron capturando a su mujer e hijos, enviando a los de los varones, apodados cadetes, a Ayacucho.
El 3 de mayo, el coronel Francisco de Vidal, fue informado que el general y sus principales lugartenientes estaban en el pueblo de Ccano, a pocos kilómetros de Iquicha. Ordenó al sargento mayor Juan Sarrio atacarlo con dos compañías del batallón N.º 8 y columnas de milicias cívicas de Ayacucho, Quinua y Secce. Los republicanos consiguieron una nueva y definitiva victoria.